# Ngadha (langue)
Le ngadha (ou ngad'a) est une langue austronésienne parlée en Indonésie, dans l'île de Florès. La langue appartient à la branche malayo-polynésienne des langues austronésiennes.

## Classification
Le ngadha est classé traditionnellement dans un sous-groupe bima-sumba. Le linguiste Robert Blust conteste l'existence de ce sous-groupe, sur la base d'une comparaison lexicale et phonétique des langues.

## Phonologie
Le tableau présente les phonèmes consonantiques du ngadha.

### Consonnes
|              |              | Bilabiales | Dentales | Latérales | Dorsales | Dorsales | Glottales |
| ------------ | ------------ | ---------- | -------- | --------- | -------- | -------- | --------- |
| Palatales    | Vélaires     | Bilabiales | Dentales | Latérales |          |          | Glottales |
| Occlusives   | Sourde       | p [p]      | t [t]    |           |          | k [k]    | ʔ [ʔ]     |
| Occlusives   | Sonore       | b [b]      | d [d]    |           |          | g [g]    |           |
| Occlusives   | Éjective     | ɓ [ɓ]      | ɗ [ɗ]    |           |          |          |           |
| Fricative    | Fricative    | f [f]      | s [s]    |           |          | x [x]    |           |
| Affriquée    | Affriquée    |            |          |           | ʤ [d͡ʒ]   |          |           |
| Nasale       | Nasale       | m [m]      | n [n]    |           |          | ŋ [ŋ]    |           |
| liquide      | liquide      |            | r [r]    | l [l]     |          |          |           |
| Semi-voyelle | Semi-voyelle | w [w]      |          |           |          |          |           |

## Sources bibliographiques
- (en) Robert Blust, « Is there a Bima-Sumba Subgroup? », Oceanic Linguistics, vol. 47, no 1,‎ juin 2008, p. 45-113 (ISSN 1527-9421, DOI 10.1353/ol.0.0006, lire en ligne).
- (en) Mark Donohue, « The Papuan Language of Tambora », Oceanic Linguistics, vol. 46, no 2,‎ décembre 2007, p. 520-537 (ISSN 1527-9421, DOI 10.1353/ol.2008.0014, lire en ligne).